# Championnats du monde junior de ski nordique 2019
Navigation
Édition précédente Édition suivante
Les Championnats du monde de ski nordique junior 2019 ont lieu à Lahti, en Finlande, du 19 au 27 janvier 2019.  C'est la 30e édition des championnats.
C'est le premier Championnat où les femmes concourent en combiné nordique.

## Programme
Toutes les heures sont exprimées en heure locale ( UTC + 2 ). 
| Date       | Heure | Compétition                      |
| ---------- | ----- | -------------------------------- |
| 20 janvier | 14:00 | Hommes & femmes juniors sprint   |
| 21 janvier | 14:00 | Hommes & femmes U23 sprint       |
| 22 janvier | 12:00 | Femmes junior 5 km libre         |
| 22 janvier | 14:00 | Hommes junior 10 km libre        |
| 23 janvier | 09:30 | Femmes U23 10 km libre           |
| 23 janvier | 12:00 | Hommes U23 15 km libre           |
| 24 janvier | 10:00 | Femmes junior 15 km mass start   |
| 24 janvier | 12:30 | Hommes junior 30 km mass start   |
| 25 janvier | 10:00 | Femmes U23 15 km mass start      |
| 25 janvier | 12:30 | Hommes U23 30 km mass start      |
| 26 janvier | 10:30 | Femmes junior relais 4 x 3.33 km |
| 26 janvier | 12:15 | Hommes junior relais 4x5 km      |

| Date       | Heure       | Compétition                |
| ---------- | ----------- | -------------------------- |
| 23 janvier | 11:00 15:30 | Femmes HS100 / 5 km        |
| 23 janvier | 14:00 16:30 | Hommes HS100 / 5 km        |
| 25 janvier | 11:00 16:30 | Par équipes HS100 / 4x5 km |
| 27 janvier | 10:00 12:30 | HS100 / 10 km              |

| Date       | Heure | Compétition              |
| ---------- | ----- | ------------------------ |
| 24 janvier | 15:00 | Hommes HS100             |
| 24 janvier | 18:30 | Femmes HS100             |
| 26 janvier | 15:00 | Femmes par équipes HS100 |
| 26 janvier | 18:30 | Hommes par équipes HS100 |
| 27 janvier | 15:00 | Par équipes mixte HS100  |

## Médailles

### Ski de fond

#### Hommes
| Épreuve                                   | Or                                                                   | Or                | Argent                                                                             | Argent            | Bronze                                                                 | Bronze            |
| ----------------------------------------- | -------------------------------------------------------------------- | ----------------- | ---------------------------------------------------------------------------------- | ----------------- | ---------------------------------------------------------------------- | ----------------- |
| Sprint U23 classique                      | Erik Valnes                                                          | 3 min 21 s 14     | Sergey Ardashev                                                                    | 3 min 22 s 52     | Joachim Aurland                                                        | 3 min 23 s 14     |
| 15 kilomètres U23 libre                   | Jules Lapierre                                                       | 34 min 2 s 8      | Michal Novák                                                                       | 34 min 32 s 6     | Ivan Yakimushkin                                                       | 34 min 32 s 8     |
| 30 kilomètres U23 mass start classique    | Andrey Sobakarev                                                     | 1 h 17 min 19 s 2 | Ivan Kirillov                                                                      | 1 h 17 min 22 s 6 | Ivan Yakimushkin                                                       | 1 h 17 min 24 s 0 |
|                                           |                                                                      |                   |                                                                                    |                   |                                                                        |                   |
| Sprint junior classique                   | Alexander Terentyev                                                  | 3 min 26 s 33     | Ansgar Evensen                                                                     | 3 min 29 s 21     | Håkon Skaanes                                                          | 3 min 29 s 22     |
| 10 kilomètres junior libre                | Jules Chappaz                                                        | 22 min 34 s 9     | Alexander Terentyev                                                                | 22 min 55 s 9     | Iver Tildheim Andersen                                                 | 23 min 2 s 1      |
| 30 kilomètres junior mass start classique | Luca Del Fabbro                                                      | 1 h 15 min 16 s 7 | Håvard Moseby                                                                      | 1 h 15 min 17 s 1 | Cyril Fähndrich                                                        | 1 h 15 min 17 s 2 |
| relais 4 × 5 kilomètres                   | États-Unis - Luke Jager Ben Ogden - Jonny Hagenbuch - Gus Schumacher | 45 min 34 s 7     | Russie - Egor Trefilov - Andrey Kuznetsov - Yaroslav Egoshin - Alexander Terentyev | 45 min 38 s 5     | Allemagne - Jakob Milz - Florian Knopf - Anian Sossau - Friedrich Moch | 45 min 41 s 0     |

#### Femmes
| Épreuve                                | Or                                                                                                   | Or            | Argent                                                                               | Argent        | Bronze                                                                 | Bronze        |
| -------------------------------------- | --- | ------------- | ------------------------------------------------------------------------------------ | ------------- | ---------------------------------------------------------------------- | ------------- |
| Sprint U23 classique                   | Moa Lundgren                                                                                         | 3 min 18 s 33 | Tiril Udnes Weng                                                                     | 3 min 18 s 38 | Aida Bayazitova                                                        | 3 min 22 s 11 |
| 10 kilomètres U23 libre                | Mariya Istomina                                                                                      | 25 min 57 s 3 | Evelina Piippo                                                                       | 25 min 59 s 3 | Tiril Udnes Weng                                                       | 26 min 26 s 9 |
| 15 kilomètres U23 mass start classique | Anna Zherebyateva                                                                                    | 40 min 31 s 4 | Lidia Durkina                                                                        | 40 min 54 s 9 | Katharina Hennig                                                       | 41 min 8 s 9  |
|                                        | |               |                                                                                      |               |                                                                        |               |
| Sprint junior classique                | Kristine Stavås Skistad                                                                              | 3 min 23 s 12 | Monika Skinder                                                                       | 3 min 23 s 75 | Anita Korva                                                            | 3 min 23 s 83 |
| 5 kilomètres libre                     | Frida Karlsson                                                                                       | 12 min 50 s 6 | Helene Marie Fossesholm                                                              | 13 min 1 s 7  | Anita Korva                                                            | 13 min 10 s 4 |
| 15 kilomètres mass start classique     | Frida Karlsson                                                                                       | 40 min 54 s 3 | Helene Marie Fossesholm                                                              | 41 min 37 s 4 | Anita Korva                                                            | 41 min 43 s 4 |
| relais 4 × 3,33 kilomètres             | Norvège - Kristin Austgulen Fosnæs - Astrid Stav - Helene Marie Fossesholm - Kristine Stavås Skistad | 35 min 24 s 7 | Russie - Anastasiya Faleeva - Kristina Kuskova - Veronika Stepanova - Anna Grukhvina | 35 min 25 s 7 | Suède - Louise Lindström - Frida Karlsson - Tilde Bångman - Linn Svahn | 35 min 58 s 0 |

### Combiné nordique

#### Hommes
| Épreuve                              | Or                                                                  | Argent                                                                                    | Bronze                                                                       |
| ------------------------------------ | ------------------------------------------------------------------- | ----------------------------------------------------------------------------------------- | ---------------------------------------------------------------------------- |
| Individuel tremplin normal/10 km     | Johannes Lamparter                                                  | Julian Schmid                                                                             | Andreas Skoglund                                                             |
| Individuel tremplin normal/5 km      | Julian Schmid                                                       | Johannes Lamparter                                                                        | Jens Lurås Oftebro                                                           |
| Par équipes tremplin normal/4 × 5 km | Allemagne- Luis Lehnert - Simon Hüttel - David Mach - Julian Schmid | Norvège- Aleksander Skoglund - Kasper Moen Flatla - Jens Lurås Oftebro - Andreas Skoglund | Autriche- Florian Dagn - Max Teeling - Johannes Lamparter - Marc Luis Rainer |

#### Femmes
| Épreuve                           | Or             | Argent               | Bronze        |
| --------------------------------- | -------------- | -------------------- | ------------- |
| Individuel tremplin normal / 5 km | Ayane Miyazaki | Gyda Westvold Hansen | Anju Nakamura |

### Saut à ski

#### Hommes
| Épreuve                            | Or                                                                         | Or    | Argent                                                                                    | Argent | Bronze                                                              | Bronze |
| ---------------------------------- | -------------------------------------------------------------------------- | ----- | ----------------------------------------------------------------------------------------- | ------ | ------------------------------------------------------------------- | ------ |
| Hommes individuel tremplin normal  | Thomas Aasen Markeng                                                       | 252,1 | Luca Roth                                                                                 | 250,8  | Sergey Tkachenko                                                    | 248,9  |
| Hommes par équipes tremplin normal | Allemagne - Luca Roth - Kilian Märkl - Philipp Raimund - Constantin Schmid | 979,7 | Norvège - Fredrik Villumstad Anders Ladehaug - Sander Vossan Eriksen Thomas Aasen Markeng | 976,8  | Slovénie - Aljaž Osterc - Jan Bombek - Jernej Presečnik - Žak Mogel | 952,6  |

#### Femmes
| Épreuve                            | Or                                                                                   | Or    | Argent                                                                  | Argent | Bronze                                                              | Bronze |
| ---------------------------------- | ------------------------------------------------------------------------------------ | ----- | ----------------------------------------------------------------------- | ------ | ------------------------------------------------------------------- | ------ |
| Femmes individuel tremplin normal  | Anna Shpyneva                                                                        | 253,1 | Lidiia Iakovleva                                                        | 252,4  | Lara Malsiner                                                       | 249,9  |
| Femmes par équipes tremplin normal | Russie - Mariia Iakovleva - Aleksandra Barantceva - Anna Shpyneva - Lidiia Iakovleva | 912,2 | Allemagne - Jenny Nowak - Josephin Laue - Selina Freitag - Agnes Reisch | 845,4  | Autriche - Marita Kramer - Lisa Hirner - Claudia Purker - Lisa Eder | 831,6  |

#### Mixte
| Épreuve                           | Or                                                                          | Or    | Argent                                                                                        | Argent | Bronze                                                                  | Bronze |
| --------------------------------- | --------------------------------------------------------------------------- | ----- | --------------------------------------------------------------------------------------------- | ------ | ----------------------------------------------------------------------- | ------ |
| Mixte par équipes tremplin normal | Russie - Anna Shpyneva - Mikhail Purtov - Lidiia Iakovleva - Maksim Sergeev | 984,4 | Norvège - Ingebjørg Saglien Bråten - Fredrik Villumstad - Silje Opseth - Thomas Aasen Markeng | 979,6  | Allemagne - Agnes Reisch Luca Roth - Selina Freitag - Constantin Schmid | 964,8  |